# Ubla
Ubla (en serbe cyrillique : Убла) est un village de Bosnie-Herzégovine. Il est situé sur le territoire de la ville de Trebinje et dans la république serbe de Bosnie. Selon les premiers résultats du recensement bosnien de 2013, il ne compte aucun habitant.
Avant le recensement de 1991, le village était rattaché à la localité de Bogojević Selo ; depuis 1991, il est recensé comme une entité administrative à part entière.

## Géographie
Le village est situé à la frontière entre la Bosnie-Herzégovine et le Monténégro ; sur son territoire se trouve une partie du mont Orjen.
Il est entouré par les localités suivantes :
|                | Konjsko      |                              |
| Bogojević Selo | Ubla         | Frontière avec le Monténégro |
|                | Podštirovnik |                              |

## Démographie

### Évolution historique de la population dans la localité
| 1948 | 1953 | 1961 | 1971 | 1981 | 1991 | 2013 |
| ---- | ---- | ---- | ---- | ---- | ---- | ---- |
| -    | -    | -    | -    | -    | 0    | 0    |

|  |